# Воскресенская слободка
Воскресенская слободка (укр. Воскресенська слобідка) — историческая местность Киева, село, на месте которого построен жилой массив Воскресенка.
Воскресенская слободка простиралась между Днепром и современным бульваром Перова. Она известна с XVI столетия как «Евстафиевская земля», принадлежащая кошевому атаману Запорожского казачества Евстафию Дашкевичу. Со временем он подарил эти земли Воскресенской церкви, которая находилась на Подоле и была построена на средства Дашкевича. Отсюда и происходит название будущей слободки.
В 1719 году по распоряжению Киевского губернатора, князя Дмитрия Голицына, Воскресенка была отнята у Воскресенской церкви и под новым названием Губернаторская слободка преобразована в ранговое поместье киевских губернаторов и комендантов Печерской крепости. А в 1786 Воскресенка окончательно перешла в казённое владение.
В 1903-1914 годах тут, при храме Воскресения Христова (находился за авторынком, в 1930х превращен в цирк) служил священником Александр Семёнович Русанович, потомок местного старого боярского рода ещё времен Киевской Руси, сын священника местечка Гоголев, брат священномученика Ивана Русановича.  
В 1913 году, на военном полигоне рядом с селом всемирноизвестный русский (украинский) летчик Нестеров показал миру свою знаменитую "мертвую петлю"
С 1930 года вся местность входила в Киевскую пригородную полосу. В состав Киева она вошла в 1933 году. 
В 1935-1938 гг. тут служил священником преподобный Кукша Одесский. Интересно, что на Воскресенке до 1917 года проживали крестьяне с фамилией Величко, возможно дальняя родня преподобного. 
Слободка была сожжена во время Второй мировой войны в сентябре 1943 года, но по её завершении была восстановлена.
В течение 1960—80-х годов Слободка почти полностью снесена (оставлена только улица Марка Черемшины), рядом с ней в течение 1960-х годов построен жилой массив Воскресенский, к которому в 1980—82 пристроен микрорайон Куликово Поле на месте снесённого села Куликовое, в 1970-е годы — жилой массив Кибальчич, а на месте снесённой Воскресенской слободки — 1-й и 2-й микрорайоны жилого массива Радужного (1977—85).